# Флоренс (Південна Дакота)
Флоренс (англ. Florence) — місто (англ. town) в США, в окрузі Кодінґтон штату Південна Дакота. Населення — 337 осіб (2020).

## Географія
Флоренс розташований за координатами 45°3′17″ пн. ш. 97°19′35″ зх. д. / 45.05472° пн. ш. 97.32639° зх. д. (45.054789, -97.326313).  За даними Бюро перепису населення США в 2010 році місто мало площу 1,79 км², уся площа — суходіл.

## Демографія
Згідно з переписом 2010 року, у місті мешкали 374 особи в 146 домогосподарствах у складі 95 родин. Густота населення становила 208 осіб/км².  Було 159 помешкань (89/км²).
Расовий склад населення:
| - 97,1 % — білих - 1,9 % — корінних американців |

До двох чи більше рас належало 1,1 %. Частка іспаномовних становила 0,0 % від усіх жителів.
За віковим діапазоном населення розподілялося таким чином: 31,6 % — особи молодші 18 років, 51,8 % — особи у віці 18—64 років, 16,6 % — особи у віці 65 років та старші. Медіана віку мешканця становила 34,4 року. На 100 осіб жіночої статі у місті припадало 104,4 чоловіків;  на 100 жінок у віці від 18 років та старших — 101,6 чоловіків також старших 18 років.
Середній дохід на одне домашнє господарство  становив 52 319 доларів США (медіана — 51 000), а середній дохід на одну сім'ю — 67 063 долари (медіана — 59 375). За межею бідності перебувало 6,4 % осіб, у тому числі 0,0 % дітей у віці до 18 років та 18,4 % осіб у віці 65 років та старших.
Цивільне працевлаштоване населення становило 209 осіб. Основні галузі зайнятості: виробництво — 26,8 %, освіта, охорона здоров'я та соціальна допомога — 18,2 %, роздрібна торгівля — 12,0 %, будівництво — 7,2 %.